# Horvathinia
Horvathinia (лат.) — род крупных водных клопов семейства Belostomatidae. Единственный род в подсемействе Horvathiniinae.

## Описание
Horvathinia крайне редки и встречаются только в небольшой части Южной Америки в пограничном регионе Бразилии и Аргентины. На сегодняшний день собрано менее 100 экземпляров рода. Остаётся неизвестным, каковы их привычки, где их можно найти (хотя есть некоторые свидетельства того, что они могут скрываться в грязи на дне прудов), каково их положение в филогении водных клопов, выводят ли они свои яйца, как и все другие гигантские водные клопы. Некоторые из этих вопросов в настоящее время рассматриваются аргентинскими и американскими энтомологами.

## Классификация
В составе рода Horvathinia было описано около 10 видов, большинство из которых известны по единственному экземпляру. После повторного изучения количество видов сократилось до двух.
- Horvathinia pelocoroides Montandon, 1911
- Horvathinia lenti De Carlo, 1957

Предполагают, что вид Horvathinia lenti может оказаться синонимом Horvathinia pelocoroides